# Major League (banda)
Major League fue una banda estadounidense de rock de Mantua, Nueva jersey. Su Discográfica era No Sleep Records.

## Historia
Major League comenzó en 2009. Ellos firmaron con No Sleep Records en 2012. Ellos abrieron par a Man Overboard, en sus cuatro fechas de su gira en la costa este en 2012. Ellos fueron co-cabeza de cartel en una gira con Turnover a finales de 2012. En la primavera de 2013, Major League apoyaron a Senses Fail en su gira como cabeza de cartel de primavera. A principios de 2014, Major League se embarcó en una gira como cabeza de cartel con el apoyo de Have Mercy, Seaway, y Better Off. En enero de 2014, el cantante Nick Trask se apartó de la banda en un comunicado difundido por Trask, dijo:

Major League fue, y siempre será una experiencia increíble llena de recuerdos que me cambiaron la vida. No cambiaría nada. Fue un privilegio ser capaz de pasar los últimos años con algunos talentosos chicos de buenos corazónes, sorprendentes, que viajan por el mundo tocando su música, y conociendo a tantas personas increíbles. Con decir que, siento que es mi tiempo para dejar Major League y pasar a otras cosas en mi vida. Además de escribir unas pocas líneas de letras aquí y allá, dMajor League está realmente compuesta por Brian, Matt Lucas, y Kyle. Ellos son el corazón y el alma detrás de lo que se oye, lee, y se relacionan. La música que han estado escribiendo para el próximo album suena increíble y yo, como fan no puede esperar a escuchar cómo todo sale. Deseo todo lo mejor para estos chicos en todo lo que van a lograr. Gracias por todo. Los amo chicos.

En el otoño de 2014, Major League apoyó a Mayday Parade en su gira como cabeza de cartel. 
El 10 de febrero de 2016 la banda anunció que se separarían. Así también anunciaron de una última gira de quince fechas con Forever Came Calling y Sudden Suspension.

## Miembros
- Brian Anthony Joyce - Voz / Guitarra
- Lucas Smartnick - Batería
- Kyle Bell - Bajo
- Matt Chila - Guitarra

## Discografía
álbumes de estudio
- Hard Feelings (2012)
- ''There's Nothing Wrong with Me'' (2014)[11]

Álbumes recopilatorios
- Mixtape (2011)

EPs
- The Truth Is... (2010)
- Variables (2011)

- Datos: Q18719106
- Multimedia: Major League (band) / Q18719106